# Jean de Grégorio
Pour les articles homonymes, voir Gregorio.
Pas d'image ? Cliquez ici

a Compétitions nationales et continentales officielles uniquement.

b Matchs officiels uniquement.
Jean de Grégorio, né le 9 décembre 1935 à Romans-sur-Isère et mort le 15 mai 2021 à La Tronche, est un ancien joueur de rugby à XV, qui a joué avec l'équipe de France de 1960 à 1964, évoluant au poste de talonneur (1,75 m pour 87 kg) au FC Grenoble.

## Carrière
En 1958, il participe à la tournée victorieuse de l'équipe de France en Afrique du Sud. Il a disputé son premier test match le 9 janvier 1960, contre l'équipe d'Écosse, et son dernier  match international fut contre l'équipe d'Angleterre, le 22 février 1964. Il remporte trois victoires d'affilée au Tournoi des Cinq Nations en 1960, 1961 et 1962. Blessé, il ne participera pas à la demi-finale du championnat avec Grenoble en 1963 qui est défait par l'US Dax 5 à 0.
Après avoir été embauché en arrivant à Grenoble, il va aussi vite s'orienter pour le commerce en étant patron du "Café de Londres" qui va devenir le repère du Rugby dans la capitale des Alpes. 

## Palmarès
- Sélections en équipe nationale : 22 
  - Sélections par année : 8 en 1960, 6 en 1961, 3 en 1962, 3 en 1963, 2 en 1964
  - Tournois des Cinq Nations disputés : cinq en 1960, 1961, 1962, 1963 et 1964 (vainqueur des trois premières éditions)
- Cape du FC Grenoble Rugby[3]

### Palmarès de l'US Romans Péagependant qu'il évolue au club
- Championnat de France de première division
  - Demi-finaliste (2) : 1954 et 1955
- Challenge de l'espérance :
  - Vainqueur (1) : 1956

### Palmarès duFC Grenoblependant qu'il évolue au club
- Championnat de France de première division
  - Demi-finaliste (1) : 1963

- Coupe d'Europe des clubs champions FIRA
  - Vice-champion (1) : 1963[4]